# Xian de Hezhang
Le xian de Hezhang (赫章县 ; pinyin : Hèzhāng Xiàn) est un district administratif du centre de la province du Guizhou en Chine. Il est placé sous la juridiction de la préfecture de Bijie dans les monts Wumeng.

## Démographie
La population du district était de 579 078 habitants en 1999.